# Дмитро Костянтинович (Романов)
Великий князь Дмитро́ Костянти́нович Рома́нов (рос. Дмитрий Константинович Романов; 13 червня 1860, Стрєльна — 28 січня 1919, Петропавлівська фортеця) — третій син великого князя Костянтина Миколайовича і великої княгині Олександри Йосипівни, онук імператора Миколи I і дядько імператора Миколи II.
Шеф 16-го гренадерського Мінгрельского свого імені полку, командир лейбгвардії Кінно-гренадерського полку; генерал-ад'ютант.

## Життєпис
Народився в Стрєльні, поблизу Санкт-Петербурга. Батько — великий князь Костянтин Миколайович, мати — велика княгиня Олександра Йосипівна, уроджена Александра Фредеріка Генрієтта Пауліна Маріанна Єлизавета, принцеса Саксен-Альтенбурзька. Мав трьох братів і двох сестер. Здобув чудову домашню освіту, внаслідок чого володів солідними знаннями у багатьох галузях, особливо — у класичній літературі. З раннього віку захопився конями, тому всупереч родинній традиції не став офіцером флоту.
Військову службу розпочав у 1880 році, будучи зарахованим до лейбгвардії Кінного полку. У 1893 році отримав звання полковника і був призначений командиром лейбгвардії Кінно-гренадерського полку. З 1903 по 1905 роки командував 1-ю бригадою 2-ї гвардійської кавалерійської дивізії.
У 1905 році через погіршення зору залишив військову службу. Місцем свого постійного перебування обрав Крим, де скромно мешкав у невеликому будиночку. Навідуючись іноді до Санкт-Петербурга, завжди зупинявся у Мармуровому палаці свого брата Костянтина.
На початок Першої світової війни Великий князь майже повністю осліп і не міг брати участі у бойових діях. Проте він вносив свій посильний вклад у справу перемоги, патронуючи, як генерал-ад'ютант, навчання кіннотників кавалерійських частин.

### Ув'язнення і страта
У квітні 1918 року Великий князь Дмитро Костянтинович разом зі своїми кузенами, Великими князями Миколою і Георгієм Михайловичами був зісланий до Вятки.
У липні того ж року, перебуваючи на засланні, був заарештований і супроводжений до Вологодської в'язниці, звідки через 3 тижні був перевезений до Петрограду.
9 січня 1919 року Президія ВЧК винесла Постанову, згідно з якою Великі князі Дмитро Костянтинович, Павло Олександрович, Микола Михайлович і Георгій Михайлович були розстріляні, як заручники, у відповідь на вбивство Рози Люксембург і Карла Лібкнехта у Німеччині.

## Реабілітація
У листопаді 1981 року рішенням Священного Архієрейського Собору РПЦЗ Великий князь Дмитро Костянтинович зарахований до лику Святих новомучеників Російських від влади безбожної потерпілих.
9 червня 1999 року реабілітований Генеральною прокуратурою Російської Федерації (посмертно).

## Захоплення
Великий князь Дмитро Костянтинович був затятим холостяком і жононенависником, тому власної родини і дітей не мав.
Захопленням усього життя для нього були коні. Цьому захопленню він віддавав усі свої сили й енергію. У 1880 році Великий князь збудував у Красному Селі двоповерхову дачу з величезною стайнею і прогулянковим двором для коней, де проводив літо зі своїм полком. Також неподалік Полтави ним був збудований власний Дубровський кінний завод, який займався розведенням чистокровних рисаків.
У 1913 році головував на Всеросійській виставці рисаків у Києві.
Окрім командних посад в армії, Великий князь протягом декількох років очолював Комісію з приймання коней, які поставлялися Головним управлінням конезаводства до полків армійської кавалерії. Також обіймав багато різноманітних почесних посад, пов'язаних зі спортом і конями.